# Tynwald music
Tynwald music（ティンウォルド・ミュージック）は、日本の2人組音楽ユニットおよびそのブランド。メンバーは楽曲制作を行う樋口秀樹と女性ヴォーカルのWHITE-LIPSによって構成される。

## 経歴・音楽性
樋口とWHITE-LIPSの2人は1999年にユニットを結成した。主にアダルトゲーム（美少女ゲーム）の楽曲制作を手掛けており、ゲーム音楽（BGM）と主題歌・挿入歌等の制作提供を行っている。初期からはアダルトゲームブランドであるlightやぱれっとから委託を受けるほか、株式会社ビジュアルアーツ傘下のブランドであるSAGA PLANETSやその他のブランドにも数多くの楽曲を提供している。主題歌等ではWHITE-LIPSが歌唱を務める曲だけでなく、各ゲームのヒロイン（演じた声優）が歌う主題歌・キャラクターソング等の作詞・作曲も行っている。そのほかコミックマーケットなどで頒布する同人誌のイメージソングも手がけている。
民族音楽やオーケストラの要素を組み込んだポップ・ミュージックを制作しており、中にはアイリッシュ音楽を想わせる楽曲もある。そのほか、アコースティック楽器を交えた作品を得意としている。ヴォーカルのWHITE-LIPSは、ゲーム『僕と、僕らの夏』・『ぽぽたん』・『Dear My Friend』などの作品において透明感のある歌声を披露している。

## ディスコグラフィ
作品は一部を除いて一般流通には乗らず、とらのあな・メロンブックス・あきばお〜等の同人ショップや、コミックマーケット等のイベントでの販売となる。
- 『WHITE-LIPS VOCAL COLLECTION』（2005年8月14日発売/TYNR-0001）

ゲームの主題歌・挿入歌を収録したボーカル・アルバムとなっており、本作について同人音楽を批評するムック『同人音楽を聴こう！』は「静かな伴奏にゆるやかなバラードめのボーカルが重なる切なく綺麗な作品」と賞賛している。
1. Introduction
2. 僕と、僕らの夏
3. 贈り物
4. n'est-ce pas?
5. norn
6. ほしの子守唄
7. たりらった
8. a stray child
9. The Blessing
10. Dear My Friend
11. たまあひのうた
12. 昔、夢見てたことは
13. リズ

- 『もしも明日が晴れならば Extra Soundtrack』（2006年10月22日発売/TYNR-0002-0003）

| Disc1 1. 記憶の残滓 2. これからずっと…(Vocal version) 3. もしも明日が晴れならば 4. 毎朝の食卓 5. 明日へと続く道 6. ある晴れた日の出来事 7. 迷子の子猫 8. 日常のガイ・ダンス 9. 賑やかな日々 10. 虹を探そうよ 11. 正しい関係 12. 秋の空、微風 13. これからずっと…(Piano version) 14. 空白の時間 15. 迫りくる時間 16. 別れの予感 17. 二人の時間 18. 雛鳥 19. if 20. 庭園のお茶会 | Disc2 1. 月明かりの調べ 2. トーチ 3. お、おばけ…? 4. 命を懸けて 5. 凪 6. その奇跡を 7. あなたを照らす、月になりましょう 8. 万華鏡 9. then... 〜生まれ来る子供のために 10. ゆうれいの心得 |

- 『永遠を愛しむ言葉 -class words-』（2008年3月28日発売）

GWAVEによる「Super Feature's」シリーズの第8弾である。初回限定版には特典として、声優の井上喜久子による朗読CD『朗読class words』が付属。ジャケットイラストは泉まひるが担当する。
1. いざないの扉
2. 黄昏の境界線
3. 抱擁はいつも背中から
4. 誓いの言葉
5. Dear My Friend
6. 天使の羽より重いもの
7. 凪
8. tell me a nursery tale
9. 30 cm
10. アララト-arrange.ver-
11. 鏡花水月
12. 雛鳥-arrange.ver-
13. 歌

朗読class words
1. Class words featuring.誓いの言葉
2. Dear My Friend
3. 凪
4. アララト
5. Class words featuring.雛鳥

- 『WHITE-LIPS VOCAL COLLECTION 2』（2009年8月14日発売/TYNR-0004）

1. 四葉のクローバー
2. Little Riddle
3. Puzzle
4. Kiss
5. うらなふ花は散りぬれど
6. デイジー
7. フェアリー・テイル
8. カトナップ
9. ヤーチャイカ
10. ケードル
11. セイリング
12. ゴールドバッハの恋愛予想
13. 神様のりんご
14. 片想い日記帳

- 『きっと、澄みわたる朝色よりも、 音楽集』（2009年11月28日発売/TYNR-0005-0006）

| 壱ノ巻 1. 淡き心象を抱き締めて 2. 与神ひよ 3. 若 4. 夢見鳥の舞う園ヘ 5. 学びの揺り籠 6. 憧憬への道程 7. 愛すべき居場所 8. 夢乃蘭 9. 樫春告 10. 笑い合えればただそれで 11. お花畑は唐突に 12. ふわり、ゆるり、くしゃり 13. 子供のように泣けばいい（右） 14. 暗がりは手を伸ばす 15. 永久に咆哮を刻み込め 16. 紅葉 17. 青姉妹 18. 深呼吸の時間 19. 潜み、躍り、滲む 20. 静寂に爆ぜよ 21. 森の眠り―ひ 22. 森の眠り―ふ 23. 背中合わせの恋心 24. 絆の名は『四君子』 | 弐ノ巻 1. 時の導きと世の誘い 2. 古き熱を塗りこめし 3. 生ある彩の祭 4. いつの世も笑顔だけは変わらず 5. どうかこの手を離さないで 6. 掌に浮かぶ月 7. 子供のように泣けばいい（左） 8. もっと器用な愛情なら 9. 藤の帳と夜の歌 10. 森の眠り―み 11. 重きは歴史か人の業か 12. あきらかなあかにあきみちる 13. 児戯たる“鬼ごっこ” 14. 風にそよぐ葉の行方は 15. 生ある彩の祭―抄出 16. 明日を描く想いの色 17. 紅葉―抄出 18. 紅葉―無歌 19. 藤の帳と夜の歌―無歌 20. 明日を描く想いの色―無歌 |

## 楽曲提供作品
2002年
- 僕と、僕らの夏（light）
  - 僕と、僕らの夏（作詞・作曲・編曲：樋口秀樹、歌：WHITE-LIPS）
- 僕と、僕らの夏 完全版
  - 贈り物（作詞：WHITE-LIPS、作曲：樋口秀樹、編曲：ヨナオケイシ、歌：富山あかり）

アルバム『WHITE-LIPS VOCAL COLLECTION』ではボーカルをWHITE-LIPSが担当した。
2003年
- ぽぽたん（ぷちフェレット）
  - n'est-ce pas?（作詞・作曲・編曲：樋口秀樹、歌：WHITE-LIPS）
  - norn（作詞・作曲・編曲：樋口秀樹、歌：WHITE-LIPS）
  - ほしの子守唄（作詞・作曲・編曲：樋口秀樹、歌：WHITE-LIPS）
  - たりらった（作詞・作曲・編曲：樋口秀樹、歌：WHITE-LIPS）
- Magistr Temple（light）
  - Magistr Temple（編曲のみ）
  - 君と歩く未来（編曲のみ）
- 紅 -くれない-（light）
  - a stray child（作詞・作曲・編曲：樋口秀樹、歌：WHITE-LIPS）

2004年
- PARADISE LOST（light）
  - The Bressing（作詞：（カトリック聖歌）、作曲・編曲：樋口秀樹、歌：WHITE-LIPS）

歌詞はラテン語聖書の「グロリア」と「天使のパン」を一部引用したものであるとのこと。
- Dear My Friend（light）
  - Dear My Friend（作詞・作曲・編曲：樋口秀樹、歌：WHITE-LIPS）

Class wordsにアレンジバージョンが収録。
- - 昔、夢見てたことは（作詞・作曲・編曲：樋口秀樹、歌：WHITE-LIPS）
  - たまあひのうた（作詞・作曲・編曲：樋口秀樹、歌：WHITE-LIPS）

2005年
- まじかるカナン -RISEA-（Terios）
  - 奇跡のkiss 目覚める戦士!（編曲のみ）
  - 深紅の炎（編曲のみ）
- 群青の空を越えて（light）
  - アララト（作詞・作曲：樋口秀樹、歌：WHITE-LIPS）
  - tell me a nursery tale（作詞・作曲：樋口秀樹、歌：WHITE-LIPS）

2006年
- もしも明日が晴れならば（ぱれっと）
  - もしも明日が晴れならば（作詞・作曲・編曲：樋口秀樹、歌：WHITE-LIPS）
  - 凪（作詞・作曲・編曲：樋口秀樹、歌：WHITE-LIPS）
  - 雛鳥（作詞・作曲・編曲：樋口秀樹、歌：WHITE-LIPS）
  - あなたを照らす、月になりましょう（作詞・作曲・編曲：樋口秀樹、歌：WHITE-LIPS）
  - これからずっと…（作曲・編曲：樋口秀樹、コーラス：WHITE-LIPS）
- かいわれっ!（FlyingShine）
  - ボクとキミのこと（作詞・作曲・編曲：樋口秀樹、歌：月子）

2007年
- 潮風の消える海に（light）
  - セイリング（作詞・作曲・編曲：樋口秀樹、歌：WHITE-LIPS）
- R.U.R.U.R 〜ル・ル・ル・ル〜 このこのために、せめてきれいな星空を（light）
  - Rose!Rose!Rose!（作詞・作曲・編曲：樋口秀樹、歌：凛）
  - 誓いの言葉（作詞・作曲・編曲：樋口秀樹、歌：WHITE-LIPS）
- そして明日の世界より――（etude）
  - Kiss（作詞・作曲・編曲：樋口秀樹、歌：WHITE-LIPS）

2008年
- さくらシュトラッセ（ぱれっと）
  - 四葉のクローバー（作詞・作曲・編曲：樋口秀樹、歌：WHITE-LIPS）
  - Little Riddle（作詞・作曲・編曲：樋口秀樹、歌：WHITE-LIPS）
- さかしき人にみるこころ（light）
  - ゴールドバッハの恋愛予想（作詞・作曲・編曲：樋口秀樹、歌：WHITE-LIPS）
- あさき、ゆめみし（澪）
  - うらなふ花は散りぬれど（作詞・作曲・編曲：樋口秀樹、歌：WHITE-LIPS）
- さくらんぼシュトラッセ（ぱれっと）
  - Puzzle（作詞・作曲・編曲：樋口秀樹、歌：WHITE-LIPS）

2009年
- タペストリー -you will meet yourself-（light）
  - ピースワーク（作詞・作曲・編曲：樋口秀樹、歌：凛）
  - 片思い日記帳（作詞・作曲・編曲：樋口秀樹、歌：WHITE-LIPS）
  - ふたり（作詞・作曲・編曲：樋口秀樹、歌：凛）
- どんちゃんがきゅ〜（light）
  - 神様のりんご（作詞・作曲・編曲：樋口秀樹、歌：WHITE-LIPS）
- きっと、澄みわたる朝色よりも、（propeller）
  - 紅葉（作詞・作曲・編曲：樋口秀樹、歌：WHITE-LIPS）
  - 藤の帳と夜の歌（作詞・作曲・編曲：樋口秀樹、歌：WHITE-LIPS）
  - 明日を描く想いの色（作詞・作曲・編曲：樋口秀樹、歌：WHITE-LIPS）

2010年
- シュガーコートフリークス（Littlewitch）
  - 天球儀（作詞・作曲・編曲：樋口秀樹、歌：WHITE-LIPS）
  - ラブ・チェーン（作詞・作曲・編曲：樋口秀樹、歌：WHITE-LIPS）
  - 古なるエッダ（作詞・作曲・編曲：樋口秀樹、歌：WHITE-LIPS）
- Soranica Ele（light）
  - キミノソラ／ボクノソラ（作詞・作曲・編曲：樋口秀樹、歌：凛）
  - あなたの空になりたい（作詞・作曲・編曲：樋口秀樹、歌：cia）
- まじのコンプレックス（light）
  - まじこんうぉーず（作曲・編曲：樋口秀樹、作詞：津島暁生、歌：木村あやか）
  - マーマレード・プリンセス（作詞・作曲・編曲：樋口秀樹、歌：WHITE-LIPS）
- キサラギGOLD★STAR（SAGA PLANETS）
  - as always（作詞・作曲・編曲：樋口秀樹、歌：WHITE-LIPS）

2011年
- 天使の羽根を踏まないでっ（MEPHISTO）
  - やさしい世界を君に（作詞・作曲・編曲：樋口秀樹、歌・コーラスワーク：WHITE-LIPS）
  - 君の見る夢（作詞・作曲・編曲：樋口秀樹、歌・コーラスワーク：WHITE-LIPS）
- 晴れときどきお天気雨（ぱれっと）
  - 花束（作詞・作曲・編曲：樋口秀樹、歌：WHITE-LIPS）
  - さくら色のしおり（作詞・作曲・編曲：樋口秀樹、歌：WHITE-LIPS）
  - Navigatoria（作詞・作曲・編曲：樋口秀樹、歌：WHITE-LIPS）
  - ブーゲンビリア（作詞・作曲・編曲：樋口秀樹、歌：WHITE-LIPS）
  - スミレ・スマイル -smile smile-（作詞・作曲・編曲：樋口秀樹、歌：WHITE-LIPS）
  - ひまわり（作詞・作曲・編曲：樋口秀樹、歌：WHITE-LIPS）

2012年
- かみのゆ（light）
  - かみのゆ -Coming for you-（作曲・編曲：樋口秀樹、作詞：オリヒメヨゾラ、歌：オリヒメヨゾラ&民安ともえ）
  - 恋は花ざかり（作曲・編曲：樋口秀樹、作詞：オリヒメヨゾラ、歌：オリヒメヨゾラ&民安ともえ）

2013年
- しろのぴかぴかお星さま（Sweet light）
  - ぴかぴかお星さま（作曲・編曲：樋口秀樹、作詞・歌：オリヒメヨゾラ）
- カルマルカ*サークル（SAGA PLANETS）
  - I wish（作詞・作曲・編曲：樋口秀樹、歌：WHITE-LIPS）

## その他の楽曲

### オリジナル曲
- WHITE-LIPS VOCAL COLLECTION（Tynwald music）
  - リズ（作詞・作曲・編曲：樋口秀樹、歌：WHITE-LIPS）
- もしも明日が晴れならば Extra Soundtrack（Tynwald music）
  - if（作詞・作曲・編曲：樋口秀樹・ぱれっと、歌：WHITE-LIPS）
  - then... 〜生まれ来る子供のために（作詞・作曲・編曲：樋口秀樹・ぱれっと、歌：月子）
  - ゆうれいの心得（作詞・作曲・編曲：樋口秀樹・ぱれっと、歌：WHITE-LIPS）
- Class words（GWAVE/Tynwald music）
  - いざないの扉（作曲・編曲：樋口秀樹、コーラス：WHITE-LIPS）
  - 黄昏の境界線（作詞・作曲・編曲：樋口秀樹、歌：WHITE-LIPS）
  - 抱擁はいつも背中から（作詞・作曲・編曲：樋口秀樹、歌：WHITE-LIPS）
  - 天使の羽より重いもの（作詞・作曲・編曲：樋口秀樹、歌：WHITE-LIPS）
  - 30 cm（作詞・作曲・編曲：樋口秀樹、歌：WHITE-LIPS）
  - アララト-arrange.ver-（作詞・作曲・編曲：樋口秀樹、歌：WHITE-LIPS）
  - 鏡花水月（作詞・作曲・編曲：樋口秀樹、歌：WHITE-LIPS）
  - 雛鳥-arrange.ver-（作詞・作曲・編曲：樋口秀樹、歌：WHITE-LIPS）
  - 歌（作詞・作曲・編曲：樋口秀樹、歌：WHITE-LIPS）
- -memento- CLANNAD remix album(Key Sounds Label)
  - 桜抒曲（作詞・作曲・編曲：樋口秀樹、歌：riya）

### 同人音楽
- エデンの分かれ道 “Immorality and saving grace”（エデンの分かれ道）
  - Swallow（作詞・作曲：樋口秀樹、歌：片霧烈火）
  - Sie bleibet meine Freude あなたは変わりなきわが喜び（作詞・作曲：樋口秀樹、歌：片霧烈火）
- reverence・unify（少女病）
  - Imaginary affair（作詞：KOTOKO (I've)、作曲：高瀬一矢 (I've)、編曲：樋口秀樹、歌：茶太）
- Festa!（少女病）
  - Replica（作詞：少女病、作曲・編曲：樋口秀樹、歌：星名優子）
- a la mode（La Bella Luna）
  - 優しい死神（作詞：葉月ゆら、作曲・編曲：樋口秀樹、歌：葉月ゆら、月子）